# جيمي وارد (لاعب كرة قدم)
جيمي وارد (بالإنجليزية: James Ward)‏ هو لاعب كرة قدم بريطاني (وحمل سابقاً جنسية المملكة المتحدة لبريطانيا العظمى وأيرلندا) في مركز الدفاع، ولد في 28 مارس 1865 في بلاكبرن في المملكة المتحدة، وتوفي في 1900. شارك مع منتخب إنجلترا لكرة القدم.

## وصلات خارجية
- جيمس وارد على موقع قاعدة بيانات كرة القدم.إي يو (الإنجليزية)
- جيمس وارد على موقع ناشيونال فوتبول تيمز (الإنجليزية)